# Temple Sowerby
Temple Sowerby – wieś i civil parish w Anglii, w Kumbrii, w dystrykcie (unitary authority) Westmorland and Furness. Leży 36 km na południowy wschód od miasta Carlisle i 385 km na północny zachód od Londynu. W 2011 roku civil parish liczyła 528 mieszkańców.